# Grotte du Genovese
La grotte du Genovese (en italien : grotta del Genovese) est située sur l'île de Levanzo, dans les Egades, au nord-ouest de la Sicile. La grotte a été découverte en 1949. 

## Histoire
La grotte, qui s'ouvre dans les roches calcaires qui composent l'île, conserve une documentation très importante de la préhistoire de la Sicile, en particulier du Paléolithique supérieur, car elle fournit des images d'animaux du Quaternaire, tels que le cerf élaphe, l'aurochs et l'hydrontin, ainsi que quelques figures humaines avec des masques à tête d'oiseau et des coiffes similaires à celles des grottes d'Addaura. 
En plus de ces graffitis, il y a de nombreuses figures peintes, plus récentes ; celles-ci sont colorés en rouge et noir et représentent des figures humaines masculines et féminines ainsi que de mammifères et de poissons, y compris de thon, présents jusqu'à nos jours dans la vie et la culture des îles Égades. La grotte peut être visitée, la visite est payante.

## Graffiti
La figure principale, qui prédomine sur celle des animaux, est celle d'un homme vêtu d'une veste susceptible d'être cousue. Il porte une coiffe d'une forme particulière, allongée et convexe. Sur ses bras, on peut apercevoir des bracelets. A ses côtés, se trouvent deux autres figures, l'une avec une tête d'oiseau ou un masque, et peut-être en position de danse, et l'autre en mouvement et avec une coiffure semblable à celle du centre. On ne sait pas encore s'il s'agit d'une danse rituelle ou d'une prière avant la chasse. 
La grotte était habitée par l'homme lors d'un intervalle de temps compris entre 10 000 et 6 000 ans avant Jésus-Christ. 

### Datation
Grâce à l'analyse stratigraphique, il a été possible de faire l'une des très rares datations au carbone 14 de la préhistoire sicilienne, qui indique un âge de 9230 av. J.-C. (Épigravettien évolué) : la présence dans la séquence stratigraphique d'un fragment calcaire de taille considérable, avec un bovidé gravé, dans un style tout à fait similaire aux représentations murales, a permis d'obtenir cette datation absolue.

### Sites externes
Grotta del genovese - site officiel